# Odlazi cirkus
Odlazi cirkus je drugi in zadnji album novosadske glasbene skupine Rani mraz.
Enako kot predhodnega sta tudi ta album člana skupine Đorđe Balašević in Biljana Krstić posnela s studijskimi glasbeniki. Na njem so izstopale pesmi »Mirka«, »Pa dobro, gde si ti«, »Menuet«, »Život je more«, »Odlazi cirkus« in še zlasti »Priča o Vasi Ladačkom«, ki je postala ena najprepoznavnejših Balaševićevih pesmi in so jo leta 2006 poslušalci beograjskega radia B92 izglasovali na 13. mesto seznama 100 najboljših domačih pesmi.
Naslov albuma je odražal Balaševićevo tedanjo namero po umiku s scene. Naslednje leto je skupina Rani mraz ugasnila, leta 1982 pa je Balašević izdal svoj prvi solo album Pub.

## Seznam skladb
| Št. | Naslov                       | Pisec        | Dolžina |
| --- | ---------------------------- | ------------ | ------- |
| 1.  | „Priča o Vasi Ladačkom‟      | Đ. Balašević |         |
| 2.  | „Još jedna gorka pesma‟      | Đ. Balašević |         |
| 3.  | „Nisam bio ja za nju‟        | Đ. Balašević |         |
| 4.  | „Menuet‟                     | Đ. Balašević |         |
| 5.  | „Život je more‟              | Đ. Balašević |         |
| 6.  | „Pa dobro, gde si ti‟        | Đ. Balašević |         |
| 7.  | „Mirka‟                      | Đ. Balašević |         |
| 8.  | „O, kako tužnih ljubavi ima‟ | Đ. Balašević |         |
| 9.  | „Ostaje mi to što se volimo‟ | Đ. Balašević |         |
| 10. | „Odlazi cirkus‟              | Đ. Balašević |         |

## Zasedba
- Đorđe Balašević in Biljana Krstić – vokal
- Josip Boček – kitara, produkcija
- Bojan Hreljac – bas
- Slobodan »Sloba« Marković – klaviature
- Lazar »Lale« Tošić – bobni